# La Vilavella
La Vilavella település Spanyolországban, Castellón tartományban. La Vilavella Nules községgel határos. Lakosainak száma 3073 fő (2024).

## Népesség
A település népessége az elmúlt években az alábbi módon változott:
| Lakosok száma | 3376 | 3360 | 3368 | 3397 | 3321 | 3273 | 3243 | 3157 | 3111 | 3073 |
|               | 2001 | 2004 | 2006 | 2009 | 2011 | 2014 | 2016 | 2019 | 2021 | 2024 |